# Lee Eun-sung
Lee Eun-sung (hangul: 이은성) es una actriz de Corea del Sur. 

## Carrera
Debutó como actriz en el drama juvenil Sharp, seguido por papeles en la serie de televisión Evasive Inquiry Agency (2007), y las películas Dasepo Naughty Girls (2006), Milky Way Liberation Front (2007) y Take Off (2009)

## Vida personal
Se casó con Seo Taiji el 26 de junio de 2013, en la recién construida casa de Seo, en un influyente sector de Pyeongchang-dong, en el norte de Seúl, solo con los miembros de sus familias presentes.
La pareja se conoció cuando Lee protagonizó el vídeo musical "Triángulo de las Bermudas" para el octavo álbum de Seo en 2008, y comenzaron a salir en el 2009.
El matrimonio le dio la bienvenida a su primera hija el 27 de agosto de 2014.

## Filmografía

### Películas
| Año  | Título                        | Rol           |
| ---- | ----------------------------- | ------------- |
| 2006 | Four Horror Tales - Roommates | Kim Bo-ram    |
| 2006 | Dasepo Naughty Girls          | Ojo doble     |
| 2007 | The Old Garden                | Eun-gyeol     |
| 2007 | Milky Way Liberation Front    | Eun-sung      |
| 2008 | Hellcats                      | (cameo)       |
| 2008 | The Devil's Game              | Joo Eun-ah    |
| 2009 | Take Off                      | Bang Soo-yeon |

### Series
| Año  | Título                 | Rol          | Red  |
| ---- | ---------------------- | ------------ | ---- |
| 2003 | Sharp 1                | Seo Jung-min | KBS2 |
| 2005 | Sharp 2                | Seo Jung-min | KBS2 |
| 2007 | Que Sera Sera          | Han Ji-soo   | MBC  |
| 2007 | Evasive Inquiry Agency | Yoo Eun-jae  | KBS2 |
| 2008 | I Am Happy             | Park Ae-da   | SBS  |

### Vídeos musicales
| Año  | Título de la canción | Artista      |
| ---- | -------------------- | ------------ |
| 2004 | "Footprints"         | T.O          |
| 2007 | "Fan"                | Epik High    |
| 2008 | "Drifting Apart"     | Sweet Sorrow |
| 2008 | "Bermuda Triangle"   | Seo Taiji    |